# Sewellia lineolata
Sewellia lineolata är en fiskart som först beskrevs av Valenciennes, 1846.  Sewellia lineolata ingår i släktet Sewellia och familjen grönlingsfiskar. IUCN kategoriserar arten globalt som sårbar. Inga underarter finns listade i Catalogue of Life.